# Recuerdo de otoño
Recuerdo de otoño es una obra de Emilia Menassade realizada en 1892 con la técnica de óleo sobre lienzo. Forma parte de los fondos del Museo Nacional del Prado, habiendo formado parte de la exposición temporal "Invitadas. Fragmentos sobre mujeres, ideología y artes plásticas en España (1833-1931)" entre el 6 de octubre de 2020 y el 14 de marzo de 2021.

## Contexto histórico-artístico
Emilia Menassade fue una pintora y escritora francesa cuya carrera artística se desarrolló fundamentalmente en España. Su obra se centra en una temática muy concreta: la pintura de bodegones con flores y frutas. En ella se puede apreciar una gran influencia tanto técnica como temática de su maestro, Sebastián Gessa y Arias, conocido como "el pintor de las flores". Su educación en el taller de este transcurrió durante su estancia en Madrid, formándose junto a un gran número de mujeres artistas, también discípulas de él.
Fue adquirido a la autora en 1893 por el Museo del Prado. Más tarde, en 1896, pasó a formar parte de la colección del Museo de Arte Moderno. Finalmente, en 1971, volvió al depósito del Museo del Prado, donde permaneció hasta la exposición "Invitadas. Fragmentos sobre mujeres, ideología y artes plásticas en España (1833-1931)" entre 2020 y 2021.

## Descripción
Recuerdo de otoño es la obra más conocida de la artista, un óleo sobre lienzo pintado hacia el año 1892 de 88,5 cm de alto y 48 cm de ancho). Se trata de un bodegón de flores y frutas, con una cortina arrugada de color rojizo como fondo. En una salvilla de plata, representó uvas y melocotones rodeados de flores. El jarrón tiene inspiración arqueológica, y en él se encuentra un ramo de flores en el que se distinguen distintas especies: rosas, margaritas, madreselvas y áster.